# Hale Center (Teksas)
Hale Center je grad u američkoj saveznoj državi Teksas. Prema popisu stanovništva iz 2010. u njemu je živjelo 2.252 stanovnika.